# Victor Loturi
Victor Lokai Loturi (Calgary, 21 maggio 2001) è un calciatore canadese, centrocampista del CF Montréal.

## Biografia
Di origini sudsudanesi, è fratello di William Akio, anch'egli calciatore.

## Carriera

### Club
Loturi ha iniziato a giocare a calcio all'età di nove anni con il club locale Calgary Northside SC, dove ha giocato fino al 2018. Nel 2017 ha rappresentato Alberta ai Canada Summer Games del 2017. Nell'inverno 2018 si è unito al Calgary Foothills Generation Program.
Il 17 aprile 2019 ha firmato con il Cavalry, risultando il più giovane giocatore del club in quella stagione. Ha fatto il suo debutto il 18 maggio contro il Pacific in una partita di Canadian Championship. Il 1º luglio 2019 ha esordito in Canadian Premier League nella sconfitta per 3-1 sempre contro il Pacific FC.
Dopo aver lasciato il Cavalry ha frequentato la Mount Royal University, dove la sua stagione sportiva si è conclusa in anticipo a causa della pandemia di COVID-19. Si era accordato anche per giocare con il Calgary Foothills in USL League Two ma la competizione è stata annullata.
L'anno successivo è stato acquistato nuovamente dal Cavalry nel Draft del 2021 ed ha firmato un nuovo contratto il 18 giugno. Divenuto titolare, il 1º luglio 2021 ha realizzato la sua prima rete in carriera contro l'Atlético Ottawa. Ha concluso al secondo posto la stagione regolare perdendo i play-off in semifinale ed è stato nominato per il premio di miglior giocatore canadese Under-21 del campionato.
Nel gennaio 2022 ha prolungato il contratto per le due successive stagioni con opzione per un ulteriore anno. Il 16 giugno 2022 è stato incluso nel miglior 11 della giornata appena conclusa.
Il 21 giugno 2022, si è trasferito in Scozia al Ross County.
 Il 16 luglio seguente ha esordito con il nuovo club sostituendo Yan Dhanda in una partita di Scottish League Cup contro il Dunfermline. Ha segnato il suo primo gol il 23 luglio, nel 7-0 contro l'East Fife in Coppa di Lega.
Il 28 gennaio 2025 viene ingaggiato dal CF Montréal, con cui firma un accordo per due anni e l'opzione di un prolungamento per altre due stagioni.

### Nazionale
Loturi è eleggibile sia per il Canada essendo nato a Calgary sia per il Sudan del Sud tramite i suoi genitori. Inizialmente nominato nel marzo 2023 nella squadra provvisoria del Sud Sudan per le partite di qualificazione alla Coppa delle nazioni africane 2023, nella stessa settimana ha accettato la chiamata della squadra canadese per le partite della CONCACAF Nations League contro Curaçao e Honduras. Nel giugno 2023 è stato nominato nella squadra finale del Canada che ha partecipato alle finali della CONCACAF Nations League del 2023, senza però debuttare.
Il giorno dopo le finali della Nations League, il 19 giugno, è stato incluso nei 23 convocati per la CONCACAF Gold Cup 2023. Esordisce in nazionale maggiore (oltreché nella competizione) il 4 luglio seguente nella sfida vinta per 4-2 ai gironi contro Cuba.

## Statistiche

### Presenze e reti nei club
Statistiche aggiornate al 23 febbraio 2025.
| Stagione           | Squadra            | Campionato         | Campionato | Campionato | Coppe nazionali | Coppe nazionali | Coppe nazionali | Coppe continentali | Coppe continentali | Coppe continentali | Altre coppe | Altre coppe | Altre coppe | Totale | Totale |
| Stagione           | Squadra            | Comp               | Pres       | Reti       | Comp            | Pres            | Reti            | Comp               | Pres               | Reti               | Comp        | Pres        | Reti        | Pres   | Reti   |
| ------------------ | ------------------ | ------------------ | ---------- | ---------- | --------------- | --------------- | --------------- | ------------------ | ------------------ | ------------------ | ----------- | ----------- | ----------- | ------ | ------ |
| 2019               | Cavalry            | PL                 | 2          | 0          | CC              | 2               | 0               |                    | -                  | -                  |             | -           | -           | 4      | 2      |
| 2020               | Calgary Foothills  | USL2               | 0          | 0          |                 | -               | -               |                    | -                  | -                  |             | -           | -           | 0      | 0      |
| 2021               | Cavalry            | PL                 | 28         | 2          | CC              | 1               | 0               |                    | -                  | -                  |             | -           | -           | 30     | 2      |
| 2022               | Cavalry            | PL                 | 10         | 0          | CC              | 2               | 0               |                    | -                  | -                  |             | -           | -           | 12     | 0      |
| Totale Cavalry     | Totale Cavalry     | Totale Cavalry     | 40         | 2          |                 | 5               | 0               |                    | -                  | -                  |             | -           | -           | 45     | 2      |
| 2022-2023          | Ross County        | SP                 | 27+2       | 0          | CS+CdL          | 1+3             | 0+1             | -                  | -                  | -                  | -           | -           | -           | 33     | 1      |
| 2023-2024          | Ross County        | SP                 | 28+2       | 1+0        | CS+CdL          | 1+5             | 0               | -                  | -                  | -                  | -           | -           | -           | 36     | 1      |
| 2024-gen. 2025     | Ross County        | SP                 | 11         | 0          | CS+CdL          | 0+5             | 0               | -                  | -                  | -                  | -           | -           | -           | 16     | 0      |
| Totale Ross County | Totale Ross County | Totale Ross County | 70         | 1          |                 | 15              | 1               |                    | -                  | -                  |             | -           | -           | 85     | 2      |
| 2025               | CF Montréal        | MLS                | 1          | 0          | CC              | -               | -               |                    | -                  | -                  | LC          | -           | -           | 1      | 0      |
| Totale carriera    | Totale carriera    | Totale carriera    | 111        | 3          |                 | 20              | 1               |                    | -                  | -                  |             | -           | -           | 131    | 4      |

### Cronologia presenze e reti in nazionale
| Cronologia completa delle presenze e delle reti in nazionale ― Canada | Cronologia completa delle presenze e delle reti in nazionale ― Canada | Cronologia completa delle presenze e delle reti in nazionale ― Canada | Cronologia completa delle presenze e delle reti in nazionale ― Canada | Cronologia completa delle presenze e delle reti in nazionale ― Canada | Cronologia completa delle presenze e delle reti in nazionale ― Canada | Cronologia completa delle presenze e delle reti in nazionale ― Canada | Cronologia completa delle presenze e delle reti in nazionale ― Canada |
| Data                                                                  | Città                                                                 | In casa                                                               | Risultato                                                             | Ospiti                                                                | Competizione                                                          | Reti                                                                  | Note                                                                  |
| --------------------------------------------------------------------- | --------------------------------------------------------------------- | --------------------------------------------------------------------- | --------------------------------------------------------------------- | --------------------------------------------------------------------- | --------------------------------------------------------------------- | --------------------------------------------------------------------- | --------------------------------------------------------------------- |
| 4-7-2023                                                              | Toronto                                                               | Canada                                                                | 4 – 2                                                                 | Cuba                                                                  | Gold Cup 2023 - 1º turno                                              | -                                                                     | 69’                                                                   |
| Totale                                                                |                                                                       | Presenze                                                              | 1                                                                     |                                                                       | Reti                                                                  | 0                                                                     |                                                                       |